# Myolepta varipes
Myolepta varipes är en tvåvingeart som först beskrevs av Friedrich Hermann Loew 1870.  Myolepta varipes ingår i släktet parkblomflugor, och familjen blomflugor. Inga underarter finns listade i Catalogue of Life.